# Max Duttenhofer

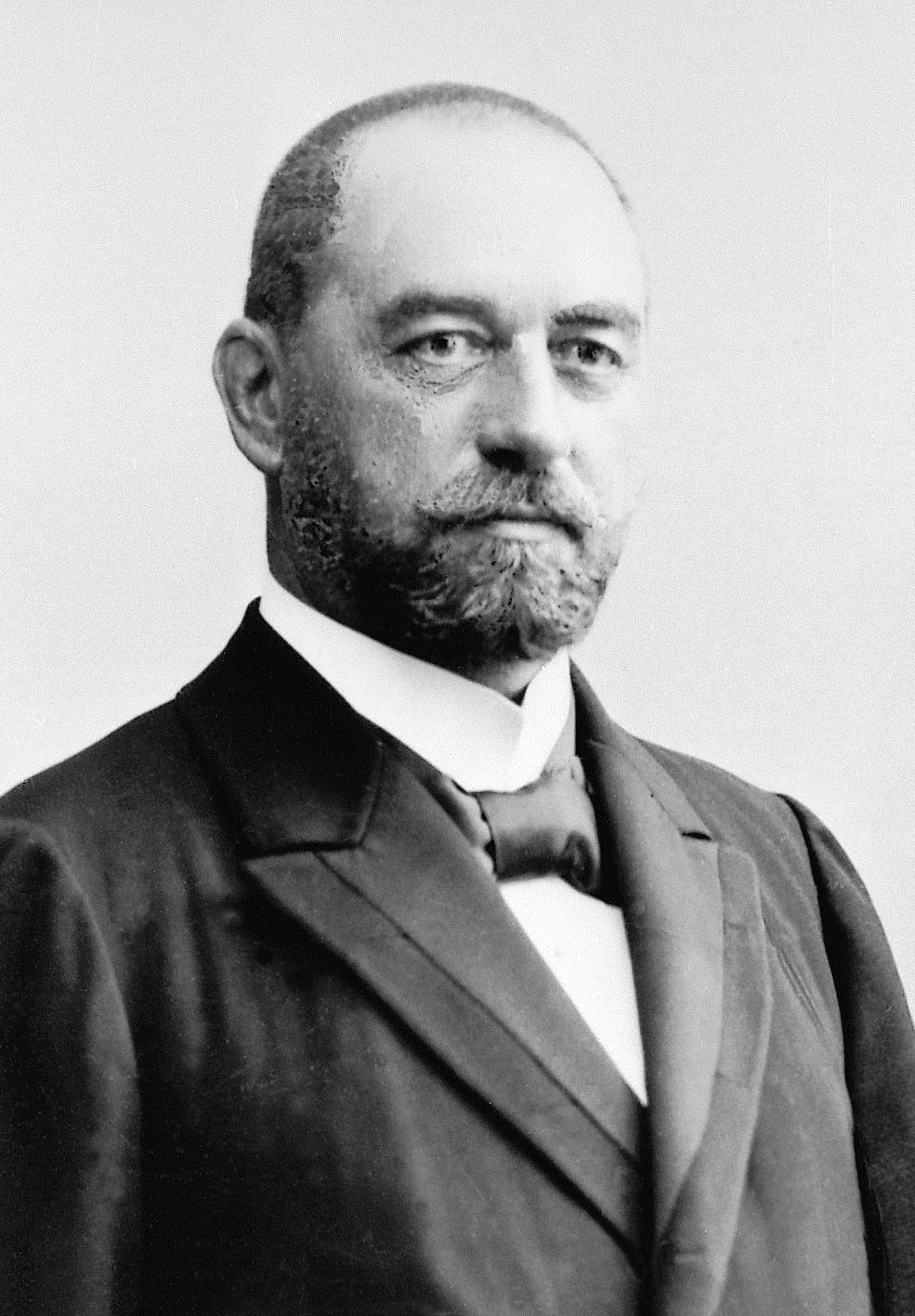
Max Duttenhofer

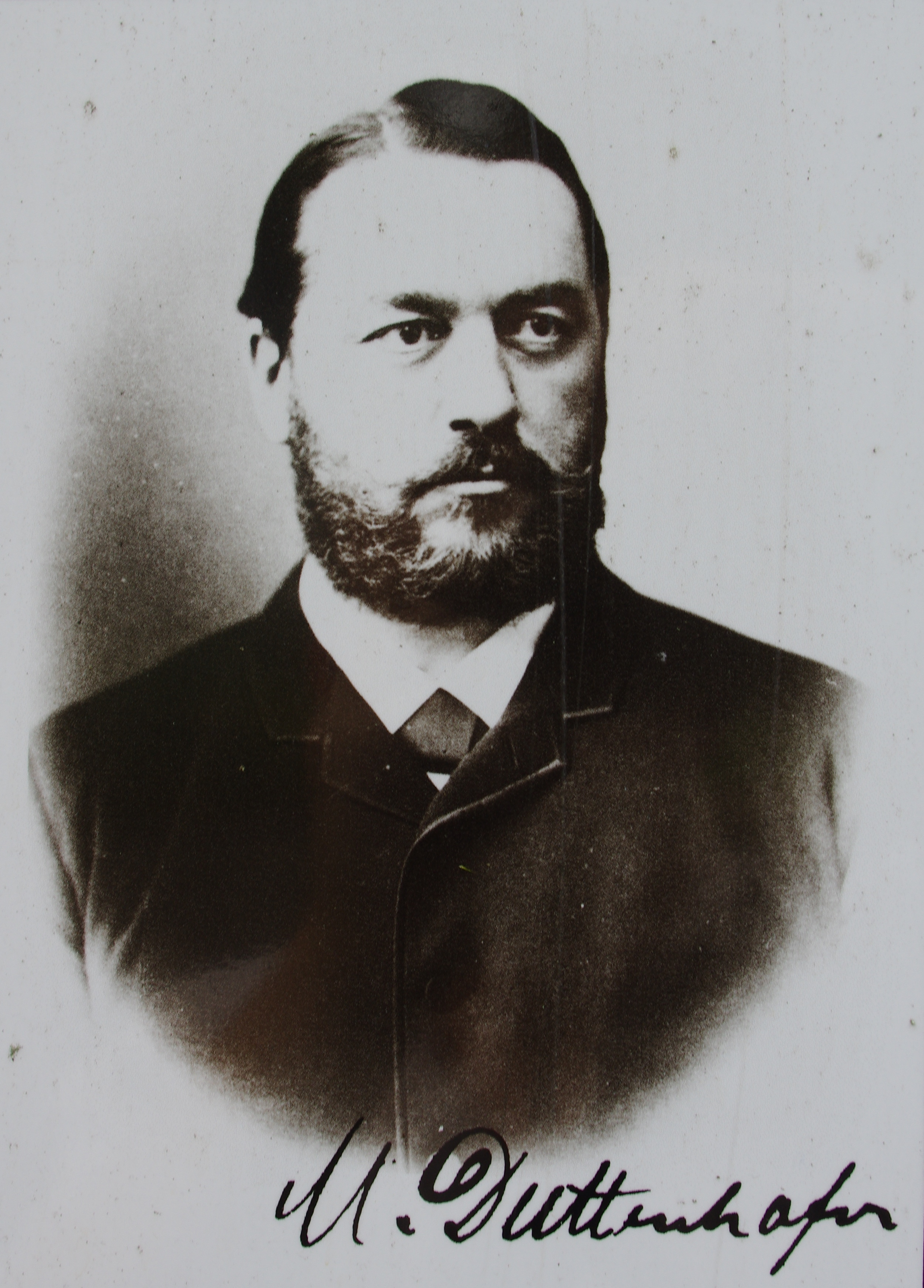
Max Duttenhofer um 1875

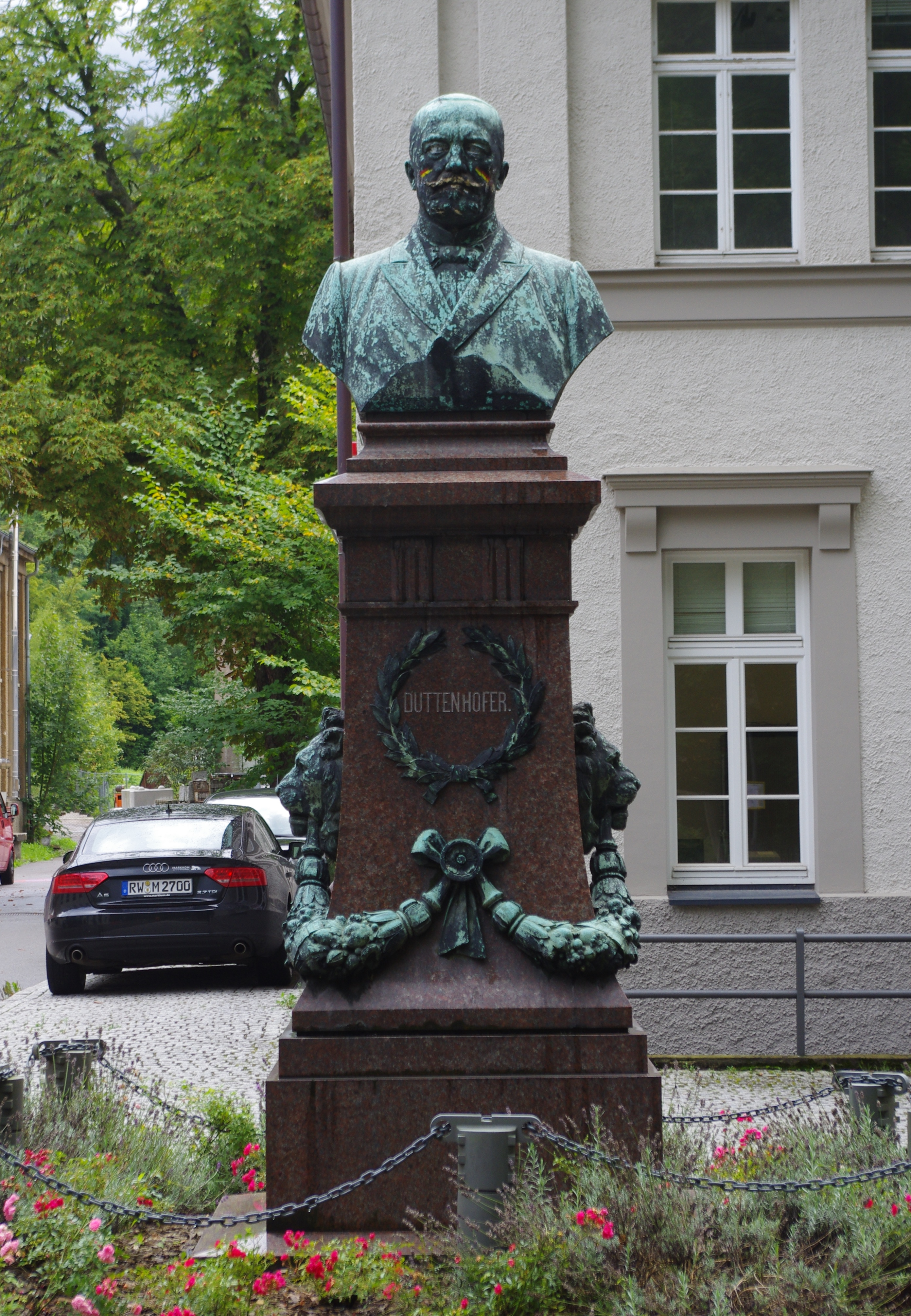
Denkmal für Max Duttenhofer auf dem Gelände der Pulverfabrik Rottweil

Max Duttenhofer (* 20. Mai 1843 in Rottweil; † 14. August 1903 in Tübingen; vollständiger Name: Max Wilhelm Heinrich Duttenhofer, seit 1896: Max von Duttenhofer) war ein deutscher Unternehmer und Industrieller. Er machte sich durch die Erfindung des rauchschwachen Schießpulvers einen Namen und wurde zuweilen als „Krupp von Süddeutschland“ bezeichnet.

## Leben
1863 übernahm Max Duttenhofer nach einer Lehre als Apotheker eine seit Jahrhunderten bestehende Pulvermühle von seinem Vater, aus der danach die Pulverfabrik Rottweil hervorging. 1884 gelang ihm die Entwicklung eines rauchschwachen Schießpulvers, das die Funktion für Treibladungen revolutionierte (da sich Munition deutlich rauchärmer und ballistisch wirkungsvoller abfeuern ließ als mit dem bis dahin üblichen Schwarzpulver) und zum internationalen Verkaufserfolg wurde. Nach dem Tod Duttenhofers wuchs das Unternehmen weiter und erreichte im Ersten Weltkrieg mit zeitweise über 2000 Mitarbeitern seinen Höhepunkt.
Während seines Lebens hatte Duttenhofer 20 Aufsichtsratsposten inne, darunter bei der Dynamite Trust Company von Alfred Nobel. Daneben war Duttenhofer einer der drei Hauptaktionäre und Aufsichtsratsvorsitzender der Daimler-Motoren-Gesellschaft und Mitglied im Vorstand des Alldeutschen Verbandes.
Duttenhofer war einer der Gründer und Direktoren der Schlüsselburger Pulverfabriken bei St. Petersburg. Dort schuf Innokenti Bespalow 1903 eine lebensgroße Statue Duttenhofers, die in die Pulverfabrik Rottweil kam, und auch eine Büste Duttenhofers.
1896 wurde Duttenhofer mit dem königlich württembergischen persönlichen Adel geehrt. Duttenhofer war mit Otto von Bismarck befreundet. Von diesem  pachtete Duttenhofer 1876 ein Grundstück nahe Hamburg, auf dem er eine Zweigstelle seiner Firma aufbaute.
1898 regte er die Gründung der Zentralstelle für wissenschaftlich-technische Untersuchungen als Forschungseinrichtung der deutschen Rüstungsunternehmen an. Von 1876 bis 1902 war er Vorsitzender der Handels- und Gewerbekammer Rottweil.
Max von Duttenhofer war Mitglied des Corps Teutonia Stuttgart. Er war auch Mitglied des Vereins Deutscher Ingenieure (VDI), dem er mit der Gründung des Württembergischen Bezirksvereins des VDI im Jahr 1877 beigetreten war.

## Ehemaliges Unternehmensareal
Die Bauten der ehemaligen Pulverfabrik im Rottweiler Neckartal stehen als Ensemble unter Denkmalschutz und werden heute von Unternehmen und Privatleuten genutzt. Das 1916 fertiggestellte ehemalige Kraftwerk der Pulverfabrik Rottweil, das der Architekt Paul Bonatz geplant hatte, wurde Ende der 1990er Jahre zu einem Veranstaltungsort ausgebaut.